# Ogliastro Cilento

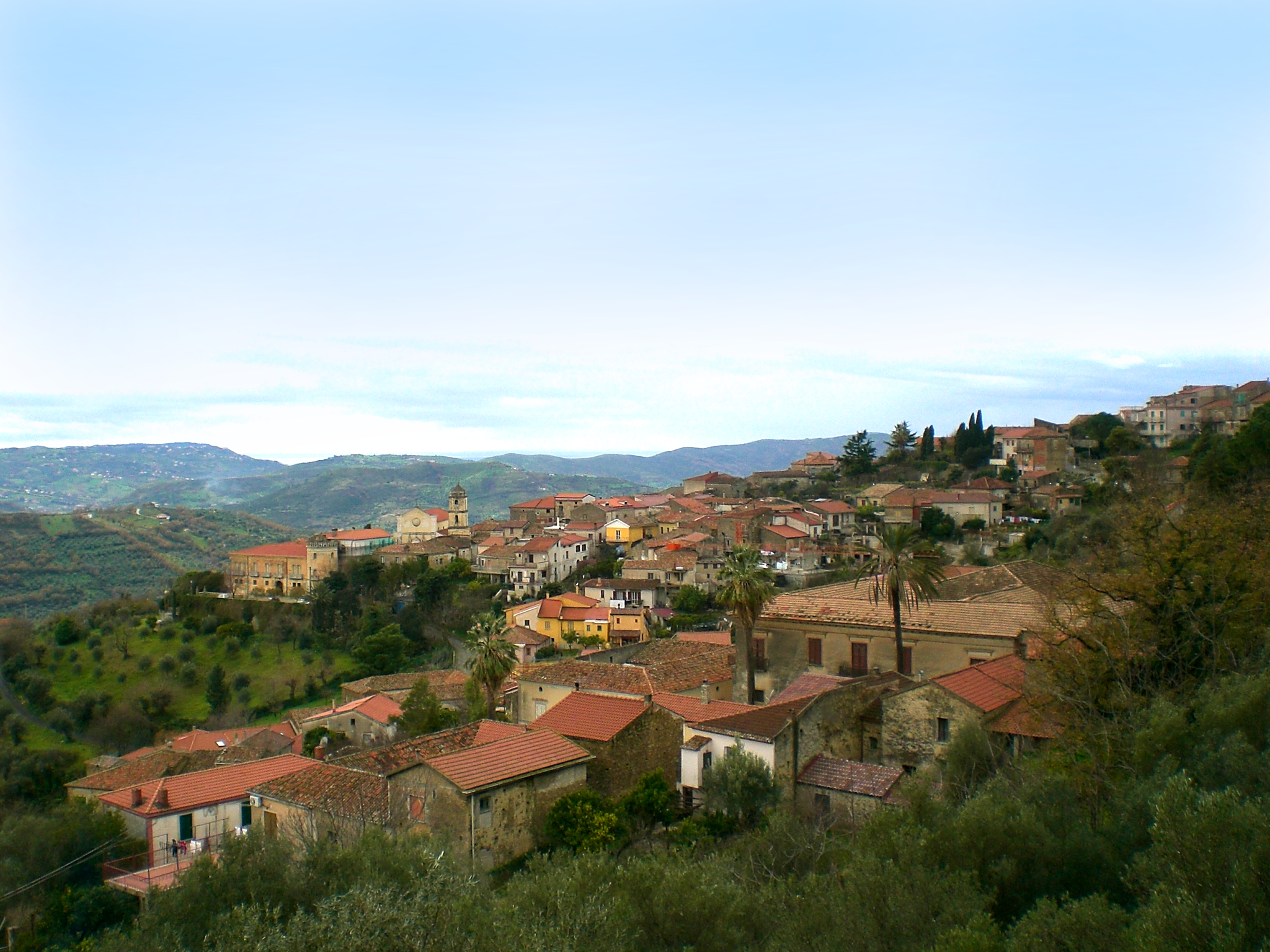
Ogliastro Cilento

Ogliastro Cilento ist eine italienische Gemeinde mit 2288 Einwohnern (Stand 31. Dezember 2023) im Südwesten Italiens in der Provinz Salerno (Region Kampanien).
Der Ort liegt im Westen des Nationalparks Cilento etwa 3 km östlich von Agropoli.

## Geografie
Zur Gemeinde gehören noch die Ortschaften Eredita und Finocchito. Die Nachbargemeinden sind Agropoli, Cicerale und Prignano Cilento.
Ogliastro Cilento ist Teil des Nationalparks Cilento und Vallo di Diano sowie der Comunità Montana Alento-Monte Stella.